# Bernkastel-Kues (Verbandsgemeinde)

Brasão das Armas

Bernkastel-Kues é uma Verbandsgemeinde da Alemanha do distrito de Bernkastel-Wittlich.

## Municípios
1. Bernkastel-Kues (sede)
2. Brauneberg
3. Burgen
4. Erden
5. Gornhausen
6. Graach an der Mosel
7. Hochscheid
8. Kesten
9. Kleinich
10. Kommen
11. Lieser
12. Lösnich
13. Longkamp
14. Maring-Noviand
15. Monzelfeld
16. Mülheim
17. Ürzig
18. Veldenz
19. Wintrich
20. Zeltingen-Rachtig